# Chaim Hirschensohn

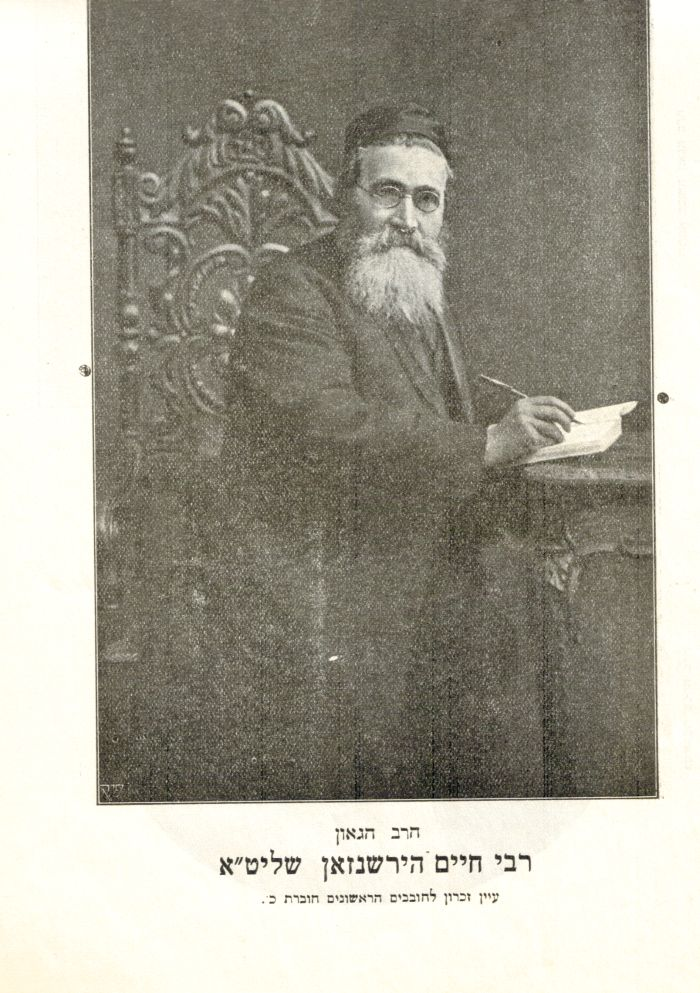
Chaim Hirschensohn (1929), aus dem Album Eretz Israeli

Chaim Hirschensohn (* 31. August 1857 in Safed; † 15. September 1935 in Hoboken, hebräisch חיים הירשנזון, auch Hayyim Hirschensohn) war Herausgeber jüdischer Schriften sowie Großrabbiner von Hoboken in New Jersey in den Vereinigten Staaten.

## Leben
Sein Vater Yaakov Mordechai Hirschensohn emigrierte im Jahr 1848 aus dem damals russischen Pinsk ins osmanische Safed. Im Jahr 1864 ging die Familie (mitsamt Chaims älteren Bruder, Rabbi Yitzchok (Issac) Hirschensohn) nach Jerusalem.
In den späten 1870ern und 1880ern erfolgte in Russland seine rabbinische Weihe, außerdem unterrichtete er in Litauen und brachte in Deutschland eine akademische religiös-nationalistische Zeitschrift heraus, den Hamisdarona. Hirschensohn konnte viele prominente Gelehrte als Artikelschreiber für den Hamisdarona gewinnen, so unter anderem Esriel Hildesheimer, Abraham Berliner, Meir Ish Shalom Friedmann und Micha Josef Berdyczewski. Zwischen 1885 und 1889 veröffentlichte er insgesamt 50 Ausgaben der Zeitschrift; nach dem Tod seines Vaters stellte er die Reihe ein.
Ebenso wie sein Bruder arbeitete der junge Zionist Chaim Hirschensohn mit Eliezer Ben-Jehuda daran, die hebräische Sprache wiederzubeleben, und gründete in Jerusalem die Safah-Berurah-Gesellschaft („Safah Berurah“ bedeutet so viel wie „Klartext“). Er und seine Frau Chava (Hava, 1861–1932) veröffentlichten Schriften und Zeitungen in Hebräisch ebenso wie in Jiddisch.
Nachdem er Jerusalem verließ und nach Konstantinopel übersiedelte, gründete er dort eine hebräische Schule. Im Jahr 1903 wohnte er als Delegierter für Konstantinopel dem 6. Zionistenkongress in Basel bei. Ein Jahr später wurde er schließlich als Großrabbiner von Hoboken angeworben, eine Position die auch die Orte „Hoboken, West Hoboken, Jersey City Heights, Union Hill und die Environs“ als Zuständigkeitsbereich mit einschloss. Er blieb in Hoboken bis zu seinem Tod 1935. Rabbi Hirschensohn schrieb über 40 Bücher mit unterschiedlichen Themen, unter anderem über die Beziehung zwischen Judentum und Demokratie, der Lage der Frauen, sowie über die Konflikte zwischen traditionellem Judentum und moderner Wissenschaft und Forschung. Seine vielleicht bekannteste Arbeit ist Malki Ba-Kodesh, eine sechsbändige Reihe, die er zwischen 1919 und 1928 veröffentlichte und in der er die Halacha (jüdisches Recht) untersucht, mit der ein möglicher zukünftiger jüdischer Staat regiert werden könnte. Er bekam viel Lob von den religiösen Gelehrten seiner Zeit, wie bspw. Ben Zion Uziel, Abraham Isaak Kook und Tzvi Pesach Frank.
Hirschensohns Tochter Tamar heiratete den Rabbiner David de Sola Pool, und eine weitere Tochter, Tehilla Lichtenstein, stand an der Spitze der Jewish-Science-Bewegung.